# Isaac Walraven

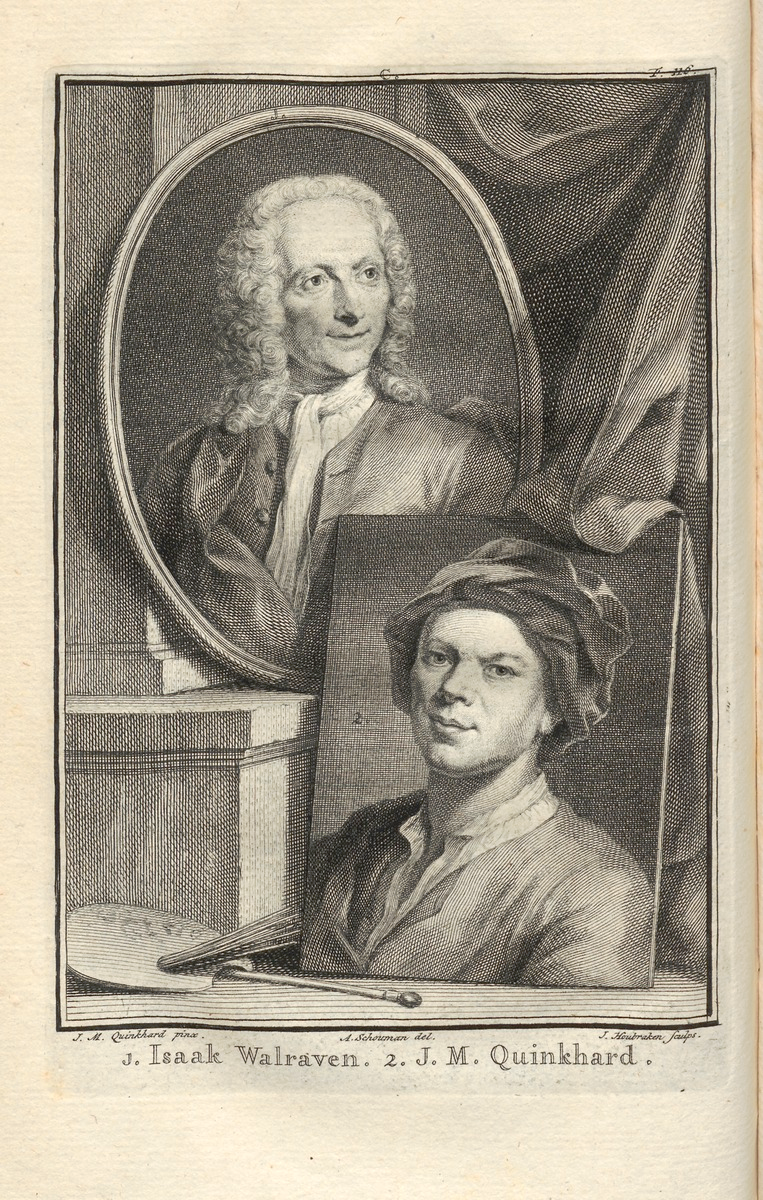
Isaac Walraven (izquierda) retratado con Jan Maurits Quinckhard en el Nieuwe Schouburg de Jan van Gool.

Isaac Walraven (1686-1765), fue un pintor del siglo XVIII, del norte de Países Bajos.	

## Biografía

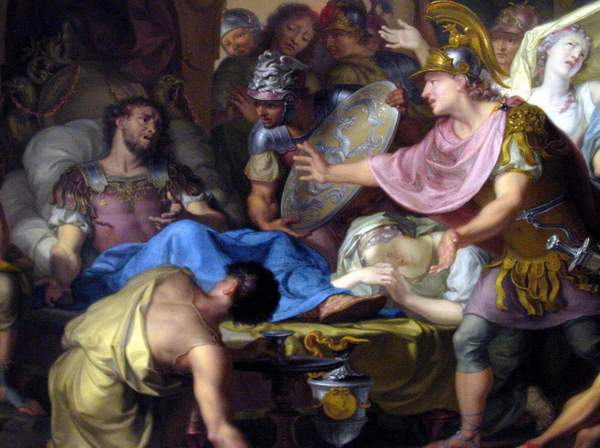
El lecho de muerte de Epaminondas.

De acuerdo al RKD, Isaac Walraven fue  alumno de Jan Ebbelaar y del pintor de Gerrit Rademaker. 
Se desempeñó como joyero y grabador, así como pintor.
Falleció en Ámsterdam, en el año 1765.